# Duo Sonnenschirm
Das Duo Sonnenschirm ist eine deutsche Musikgruppe mit kabarettistischen und folkloristischen Zügen. Es bezeichnet sich als Erfinder des „brachialromantischen Kabaretts“ und besteht aus Dieter Beckert (* 22. Oktober 1950  in Neustrelitz) und Jürgen B. Wolff (* 15. Oktober 1953  in Plauen). Die Instrumentierung besteht aus Westerngitarre, E-Gitarre, Concertina, Waldzither, Dobro, Trompete, Tischharmonium, Flügelhorn sowie zahlreichen variabel einsetzbaren Geräten und Objekten, wie einem Megaphon.

## Bandgeschichte
Die Wurzeln des Duos liegen in der Folkbewegung der 1970er Jahre in der DDR. So zählte Wolff neben seiner ursprünglichen Tätigkeit als Grafiker zu den Mitbegründern der Folkband Folkländer im Jahre 1976. Beckert absolvierte eine Holzfällerlehre und studierte Forstwissenschaften in Tharandt. Anschließend nahm er ein Gesangsstudium an der Musikhochschule Dresden auf. Er war auch Puppenspieler am Staatlichen Puppentheater Dresden. Es folgten bei beiden Künstlern mehrere Musikprojekte.
Eine erste gemeinsame Zusammenarbeit ergab sich 1982 mit der bislang nicht aufgeführten Folk-Oper Die Boten des Todes. 1984 intensivierte sich die Arbeit an gemeinsamen Texten; es entstand das erste Buch, Das Hanebuch von 1984, das allerdings erst zehn Jahre später erschien.
Am 15. März 1986 erfolgte der erste gemeinsame Auftritt als De Mefistos, kurz darauf die Umbenennung in Duo Sonnenschirm – nach Aussage der Künstler, um einen Schutz vor den auf- bzw. untergehenden Sonnen (wie sie auf den Ärmeln der Blauhemden der DDR-Jugendorganisation FDJ abgebildet waren) zu bieten. Es entstanden zahlreiche Titel, die pointiert allgegenwärtige Absurditäten des DDR-Alltags schildern. 1987 war das Duo zweifacher Preisträger der Chansontage der DDR. 1989 erschien die erste Platte, Beschattung durch Duo Sonnenschirm, beim DDR-Plattenlabel Amiga. Für dieses Programm erhielten sie den Kleinkunstpreis Wilhelmshavener Knurrhahn.
Nach dem Ende der DDR bestand das Duo Sonnenschirm weiter. Mundartlich im sächsisch-thüringischen Raum angesiedelt, wurden nun Sorgen und Nöte, aber auch Freuden und Erinnerungen ehemaliger DDR-Bürger thematisiert. Es erfolgten Würdigungen, wie der Preis der deutschen Schallplattenkritik im März 1993 für die CD Live aus dem O-Zonenloch.
Nach zahlreichen Konzerttourneen sowie CD- und Buchprojekten erfolgten im Herbst 1997 die vorläufige Trennung und Durchführung von Solo- bzw. Alternativprojekten. So begründete Jürgen B. Wolff im darauf folgenden Jahr gemeinsam mit Musikern wie Jens Paul Wollenberg, Ulrich Doberenz und Manfred Wagenbreth die Leipziger Folk Session Band.
2005 erfolgte die Wiedervereinigung des Duos. Die CD Billiges Vergnügen wurde eingespielt, die erneut den Preis der deutschen Schallplattenkritik erhielt. Hier wurden Themen wie der Zweite Irakkrieg thematisiert. Nach einer Herbsttournee 2005 fand im Frühjahr 2006 die Jubiläumstour zum 20-jährigen Bestehen des Duo Sonnenschirm statt, aus der ein neues Album, Podeststücke, entstand. 2007 tourte die Band auf ihrer 2007 Sonnenschirm Tour durch Deutschland – vorzugsweise im ostdeutschen Raum. 2010 war das Duo mit dem Programm Verzicht ist keine Lösung unterwegs.
Auch das Studioalbum Duolektik wurde 2010 mit dem Preis der deutschen Schallplattenkritik ausgezeichnet.

## Diskographie Duo Sonnenschirm
- 1989: Beschattung durch Duo Sonnenschirm (Amiga)
- 1990: Flucht nach vorn (Loewenzahn/Wundertüte)
- 1993: Live aus dem O-Zonenloch (Loewenzahn/RUM Records)
- 1995: Dieter Beckert und Jürgen B. Wolff lesen live aus dem Hanebuch von 1984 (Igel-Verlag)
- 1996: Der Durchbruch (Loewenzahn/RUM Records)
- 1997: OLDies & DAS (Loewenzahn/RUM Records)
- 2005: Billiges Vergnügen (RUM Records)
- 2006: Podeststücke (RUM Records)
- 2010: Duolektik (RUM Records)

## Sampler und andere musikalische Projekte
- 1984: Sampler: Glasbruch 1848, Titeltrack von Beckert/Wolff/Kross (Trikont)
- 1989: Sampler: Zeitzeichen, 3 Titel Duo Sonnenschirm (Amiga)
- 1991: Sampler: Tanz&FolkFest Rudolstadt 1991, ein Titel Duo Sonnenschirm (Loewenzahn)
- 1992: Sampler: SWF-Liederbestenliste 1991, ein Titel von Duo Sonnenschirm (SWF)
- 1998: Leipziger Folk Session Band mit Jürgen B. Wolff: 18 aus 48? Das Beste von der Barrikade (Loewenzahn)
- 1998: Sampler: 1848 … weil jetzt die Freiheit blüht, zwei Titel von Duo Sonnenschirm (SWF)
- 1999: Leipziger Folk Session Band mit Jürgen B. Wolff: Ein freyes Leben führen wir. Räuber- und Wilderergesänge (Loewenzahn)
- 2000: Sampler: 2001 – A Folk Odyssey, ein Titel von Leipziger Folksession Band mit Jürgen B. Wolff (Heideck Records)
- 2001: Leipziger Folk Session Band mit Jürgen B. Wolff: www.hollahi.de (Loewenzahn)

## Schriften von Beckert/Wolff
- Die Liebe in den Zeiten der Kohlära – Feldpost aus dem Kalten Krieg. Thom-Verlag, Leipzig 1993, ISBN 3-9803346-4-3.
- Das Hanebuch von 1984. Die brachialromantische Urfaust oder Das Ende der Lebertranen-Dynastie. Connewitzer Verlagsbuchhandlung, Leipzig 1995, ISBN 3-928833-29-4.
- Zuversicht ist des Schiffers Uferlicht. Ballhornsche Verlags-Anstalt, Leipzig / Dresden 1997, ISBN 3-9804766-1-8.

## Schriften von Wolff
- Kleine Reihe deutsche Volkslieder. 11 Hefte + 1 Sonderheft, Leipzig / Halberstadt / Cottbus 1978–1990.
- Bibliographie der Literatur zum deutschen Volkslied. Zentralhaus-Publ., Leipzig 1987, ISBN 3-7444-0046-8.
- mit Ute Gotter, Ulrich Wolff: Das Malzhaus in Plauen – Geschichte eines Kulturzentrums. Loewenzahn-Verlag, Leipzig 2000, ISBN 3-9804766-2-6.
- (Gebrauchs)graphik und Folkskunst. Ausstellungskatalog, Thüringer Landesmuseum Heidecksburg, Rudolstadt 2000.
- L.E.IPZIGER LIEDERSZENE der 1980er Jahre., CD/DVD und Buch. Hg./Red.: Hubertus Schmidt, Jürgen B. Wolff, Uli Doberenz, Dieter Kalka. Loewenzahn/RUM Records, Leipzig 2018.